# جهانداد خان
جهانداد خان (درگذشته ۱۹۱۴) سیاست‌مدار اهل امارت افغانستان بود.
جهانداد خان یک یاغی اهل افغانستان بود که تنها در خوست حکومت می‌کرد. او یکی از اعضای قوم غلزایی بود و بیشتر عمرش را به عنوان رئیس قبیله گذراند. پس از شروع قیام حبیب‌الله خان  در ۲ مه ۱۹۱۲، او ادعای حکومت افغانستان در مخالفت با حبیب‌الله خان را کرد، اما حمله‌ای توسط محمد نادرشاه او را وادار به فرار به راج بریتانیا ظرف یک ماه نمود. وارد هند شد، به او گزینه بازگشت فوری به افغانستان یا ماندن در هند راپیشنهاد دادند و او دومی را انتخاب کرد. او سپس از مقامات بریتانیایی درخواست کرد تا در افغانستان برای کمک به این شورش کمک کنند، اما درخواستش ناموفق بود. بعداً در سال ۱۹۱۲، جهانداد موفق به بازگشت به افغانستان شد که در آنجا دستگیر شد، محاکمه گردید و در ۱۹۱۴ توسط جوخه آتش تیرباران شد.